# Ashton Kutcher
Christopher Ashton Kutcher (Cedar Rapids, Iowa, 7. veljače 1978.), američki filmski i televizijski glumac, producent i bivši model. Najpoznatiji je po ulozi Michaela Kelsa u humorističnoj seriji Lude sedamdesete i po braku sa starijom glumicom Demi Moore.
Godine 2010. je, zajedno sa suprugom Demi Moore, osnovao zakladu za iskorjenjivanje dječjeg ropstva u svijetu. Iste godine, Time Magazine proglasio ga je jednim od 100 najutjecajnijih ljudi.

## Životopis
Rodio se u Cedar Rapidsu u konzervativnoj katoličkoj radničkoj obitelji. Odrastao je u gradu Homestead, a Clear Creek-Amana High School je završio u Tiffinu, Iowa. Poslije završene srednje škole, studirao je biokemijski inženjering na sveučilištu u Iowi. Godine 1997. prekinuo je studij i počeo se baviti manekenstvom, a uskoro i glumom. Glumačku karijeru počeo je 1998. u hit sitcomu Lude sedamdesete, gdje je glumio narcisoidnog i pomalo glupavog tinejdžera Michaela Kelsa. Seriju je napustio po završetku sedme sezone, kako bi se okušao u drugim projektima. Uređivao je i vodio MTV-ijevu emisiju Punk'd u kojoj je podmetao neslane šale poznatima iz svijeta show bussinesa, a okušao se i na velikom platnu, većinom u komedijama.

### Privatni život
Dana 24. rujna 2005. oženio se glumicom Demi Moore. Njemu je to prvi brak, a njoj treći. Najbolji prijatelj mu je Wilmer Valderrama (Fez), kolega iz serije Lude sedamdesete.
19. prosinca 2014. godine oženio se glumicom Milom Kunis, svojom kolegicom iz serije That '70s Show s kojom je prohodao travnja 2012., a zaručio se veljače 2014. godine. S Milom Kunis dobio je kći Wyatt Isabelle 30. rujna 2014. godine.

## Filmografija
- 1998. – 2006.: Lude sedamdesete (That 70's Show)
- 1999.: Coming Soon
- 2000.: Down to You
- 2000.: Reindeer Games
- 2000.: Čovječe, gdje mi je auto? (Dude, Where’s My Car?)
- 2001.: Texas Rangers
- 2003.: Upravo vjenčani (Just Married)
- 2003.: My Boss’s Daughter
- 2003.: Cheaper by the Dozen
- 2003. – 2007.: Punk’d (TV serija)
- 2004.: Domino efekt (The Butterfly Effect)
- 2005.: Guess Who
- 2005.: Nešto poput ljubavi (A Lot Like Love)
- 2006.: The Guardian
- 2006.: Bobby
- 2008.: Dok nas jackpot ne rastavi (What Happens in Vegas …)
- 2008.: Personal Effects
- 2009.: "Spread"
- 2010.: Dan zaljubljenih (Valentine’s Day)
- 2010.: Killers
- 2011.: No Strings Attached
- od 2011.: Dva i pol muškarca (Two and a Half Men)
- 2011.: New Year's Eve